# Лютцов, Тереза фон
Тереза фон Лютцов (нем. Therese von Lützow), урождённая Струве (нем. Therese von Struve), в первом браке Бахерахт (нем. Therese von Bacheracht) (4 июля 1804, Штутгарт — 16 сентября 1852, Тилатьяп, Ява) — немецкая писательница.

## Биография
Родилась  в Штутгарт, в семье дипломата Генриха фон Струве. С десятилетнего возраста жила в Гамбурге, где ее отец занимал должность российского консула. Там же в 1825 году вышла замуж за российского дипломата Романа Ивановича Бахерахта (1797—1884), их единственный сын умер в детстве. 
Живя с мужем в Санкт-Петербурге, пользовалась огромным успехом в свете. Была знакома с А. И. Тургеневым и П. А. Вяземским, по характеристике последнего, была «очень элегантной и пребойкой дамой». В 1840 году мадам Бахерахт стала причиной дуэли поэта Лермонтова с Барантом. Хорошо осведомленный барон М. А. Корф в  марте 1840 года писал в своем дневнике:

Ветреный француз вместе с тем приволачивался за живущей здесь уже более года женой консула нашего в Гамбурге Бахерахта, известною кокеткою и даже по общим слухам легкомысленной женщиной. В припадке ревности она как-то умела поссорить Баранта с Лермонтовым, и дело кончилось вызовом. Между тем все это было введено в такой тайне, что несколько недель оставалось сокрытом и от публики, и от правительства, пока не дошло до Государя. Теперь поэт под военным судом, а Баранту, вероятно, придется возвращаться восвояси.
 После этой скандальной истории Тереза Бахерахт была вынуждена покинуть Россию. В Германии она сблизилась с писателем Карлом Гуцковым и стала  заниматься литературной деятельностью и переводами. Печаталась под псевдонимом Therese. В 1849 году, желая узаконить свои многолетние отношения с ним, она развелась с мужем. Но такое развитие событий не входило в планы писателя. Пережив драму, она поспешно вышла замуж за друга детства и двоюродного брата — полковника Генриха фон Лютцова (1807—1879), служившего на острове Ява. Тереза жила вместе с ним на Яве, где и умерла от дизентерии в 1852 году.

## Творчество
Тереза написала ряд салонных романов и путешествий:
- Briefe aus dem Süden, 1841
- Ein Tagebuch, 1842
- Falkenberg. Roman, 1843
- Am Theetisch. Roman, 1844
- Lydia. Roman, 1844
- Weltglück. Roman, 1845
- Menschen und Gegenden, 1845
- Heinrich Burkart. Roman, 1846
- Paris und die Alpenwelt, 1846
- Eine Reise nach Wien, 1848
- Alma. Roman, 1848
- Sigismund. Roman, 1848
- Novellen, 1849